# 李文安
李文安（1801年—1855年），又名文玕，字式和，号玉川，别号愚荃。安徽合肥县（今属合肥市）人。清朝官员，清末重臣李鸿章之父。

## 生平
李文安为道光十八年（1838年）三甲进士，榜名李文玕。任刑部主事，历官员外郎、督捕司郎中，记名御史。李文安与曾国藩同年登科，并令其子李瀚章、李鸿章拜曾国藩为师。

## 家庭
- 长子：李瀚章
- 次子：李鸿章
- 三子：李鹤章
- 四子：李蕴章
- 五子：李凤章
- 六子：李昭庆
- 另有二女